# Badminton Open Saarbrücken 1988
Die Bitburger Open 1988 (offiziell BMW-Badmintonturnier 1988) im Badminton fanden vom 11. bis zum 12. Juni 1988 in Saarbrücken statt. 348 Teilnehmer standen in vier Sporthallen im Wettbewerb. Es war die zweite Auflage der Turnierserie.

## Finalergebnisse
| Disziplin    | Sieger                          | Finalist                        | Ergebnis       |
| ------------ | ------------------------------- | ------------------------------- | -------------- |
| Herreneinzel | Kim Brodersen                   | Hubert Müller                   | 15:0 15:7      |
| Dameneinzel  | Katrin Schmidt                  | Nicole Baldewein                | 11:0 11:0      |
| Herrendoppel | Markus Keck Robert Neumann      | Stephan Kuhl Christian Diekmann | 15:4 15:11     |
| Damendoppel  | Katrin Schmidt Nicole Baldewein | Cathrin Hoppe Mechtild Hagemann | 15:6 15:8      |
| Mixed        | Markus Keck Katrin Schmidt      | Stephan Kuhl Mechtild Hagemann  | 8:15 15:4 15:8 |